# 탄바 테츠로
탄바 테츠로(丹波哲郎, 1922년 7월 11일 - 2006년 9월 24일)는 은 일본의 배우이다.
그의 대표작은 1967년 007 두 번 산다이다.

## 출연

### 드라마
- Key Hunter 1968
- 황금의 나날 1978
- 사자의 시대 1980
- 고개의 군상 1982
- 사나다 태평기 1986
- 가스가노쓰보네 1989
- 도시이에와 마쓰~가가 백만석 이야기~ 2002
- 요시쓰네 2005

### 영화
- 하라키리, 1962
- 13인의 자객, 1963
- 3인의 사무라이, 1964
- 007 두 번 산다 1967
- 일본침몰, 1973
- 모래 그릇, 1974
- G-Men, 1975
- 불모지대, 1976
- 야규일족의 음모, 1978
- 마계전생, 1981
- 고양이의 보은, 2002
- 황혼의 사무라이 2002
- 일본침몰, 2006
- 짱구는 못말려 : 폭발! 온천 부글부글 대작전, 1999